# Kōshun Tōjō
Kōshun Tōjō (jap. 東條 香舜 Tōjō Kōshun; ur. 16 lipca 1980) – japoński skeletonista.

## Kariera
Największy sukces w karierze osiągnął 23 stycznia 2004 roku w Lillehammer zajął drugie miejsce w zawodach Pucharu Świata. W zawodach tych rozdzielił na podium Kristana Bromleya z Wielkiej Brytanii oraz Kanadyjczyka Duffa Gibsona. Było to jego jedyne podium w zawodach tego cyklu. W klasyfikacji generalnej sezonu 2003/2004 zajął ostatecznie dziesiąte miejsce. W 2004 roku wystartował także na mistrzostwach świata w Königssee, gdzie zajął dziewiętnaste miejsce. Nigdy nie wystąpił na igrzyskach olimpijskich.